# The Beau Brummels
Pour les articles homonymes, voir Beau Brummel (homonymie).
The Beau Brummels est un groupe américain de pop et folk rock, originaire de San Francisco, en Californie. Actifs au milieu des années 1960, ils sont grandement inspirés des Beatles, et surtout célèbres pour leur morceau folk-rock Laugh, Laugh sorti en 1963. En 1966, le batteur John Petersen, quitte le groupe après l'album de reprises Beau Brummel's 66 et la tournée du groupe est annulée à cause des problèmes de diabète du guitariste Ron Elliott. Triangle en 1967, en explorant des nouvelles technologies d’enregistrement studio est considéré comme leur meilleur album les compositions d'Elliott se développant au-delà du formatage des deux minutes du hit-parade, et la voix de Sal Valentino progressant vers un aspect nasal et rustique qui contraste avec les arrangements des cordes, accordéons et clavecins. Après un retour en 1974, le groupe se sépare définitivement en 1975.

## Biographie

### Formation (1964)
Sal Valentino a grandi à North Beach, à San Francisco. Au début de 1964, après quelques apparitions locales télévisées comme chanteur, Valentino reçoit l'offre de jouer au El Cid, un club de San Francisco. Ayant besoin d'un groupe, il fait appel au guitariste et chanteur, mais également ami d'enfance, Ron Elliott, qui recrutera le batteur John Petersen, le guitariste/chanteur Declan Mulligan, et le bassiste Ron Meagher. Victor Savant, qui jouira du succès en Europe comme directeur musical pour le chanteur Roberto Blanco, joue du piano pendant une brève période, mais n'enregistrera jamais avec le groupe. Le concert mène à un accord plus lucratif avec le Morocco Room, un club situé près de San Mateo, en Californie. Entretemps, les DJ de San Francisco Tom Donahue et Bobby Mitchell recherchaient quelqu'un à signer sur leur label Autumn Records. Donahue et Mitchell voulaient profiter du phénomène Beatlemania qui s'étendait à cette période aux US. Rich Romanello, propriétaire du Morocco Room et premier agent de Brummels, demande à Donahue et Mitchell de venir observer un groupe dans son club.
The Beau Brummels signent avec Autumn, où le producteur de house music Sylvester Stewart—plus tard connu sous le nom de Sly Stone, de Sly and the Family Stone—produira leurs premières sessions
The Beau Brummels reprennent leur nom du dandy anglais Beau Brummel. En pleine British Invasion, le groupe voulait un nom qui sonnait anglais, et en pleine Beatlemania un nom qui leur assurerait d'être, par ordre alphabétique, juste derrière les Beatles dans les bacs. Valentino, lors d'un entretien en 2008 avec le magazine Goldmine dément ces affirmations expliquant : « Ce n'est qu'un mythe. On voulait un nom, et ça sonnait bien. On ne savait même pas comment l'épeler. Aujourd'hui chacun semble savoir ce que pensaient les gens à l'époque, mais on n'a jamais pensé à ce genre de choses ». Al Hazan, qui a produit leur démo, note : « Je n'ai jamais pensé aux Beatles quand je parlais des Brummels—j'étais surtout concentré sur le talent de compositeur de Ron Elliott ».

### Deux premiers albums (1965)
Le premier single du groupe, Laugh, Laugh atteint le Billboard Hot 100 en janvier 1965. Tandis que le single monte encore dans le classement, la plupart des auditeurs pensaient que The Beau Brummels étaient britanniques, de par leur style musical qui rappelait celui des Beatles et The Zombies. Ces comparaisons se renforcent lorsque Donahue et Mitchell s'habillaient dans le même style que les Beatles et répandaient des rumeurs selon lesquelles le groupe était effectivement britannique. Laugh, Laugh atteint la 15e place en février, mais Donahue reste persuadé que le single aurait atteint la première place si le groupe avait signé à un label mieux adapté à la grande distribution. Le single se classe très bien au Canada où il atteint la deuxième place. Un autre single, Just a Little, devient le mieux classé du groupe aux US, atteignant la huitième position en juin. Ces deux morceaux sont inclus dans leur premier album, Introducing the Beau Brummels, qui est publié en avril aet qui atteint la 24e position du Billboard 200. Le groupe apparait dans son propre rôle dans le film comique-sci-fi Village of the Giants. Il apparait aussi sous le nom de The Beau Brummelstones dans la série d'animation Les Pierrafeu dans l'épisode Shinrock A Go-Go, qui est diffusé aux US en février 1965.
Alors que les sessions pour un deuxième album, The Beau Brummels, Volume 2, démarrent, Mulligan n'est plus membre du groupe. En 1966, Mulligan porte plainte contre le groupe pour son renvoi, mais sans succès. You Tell Me Why, premier single de l'album, est le troisième et dernier hit du groupe au top 40 américain, qui atteint la 38e place en août 1965. Un autre single, Don't Talk to Strangers, atteint la 52e place en novembre. À la fin de l'année, Elliott souffre de graves carences liées à son diabète, ce qui l'empêche de jouer. Don Irving remplace Elliott à la guitare pour les performances scéniques, et enregistre également avec le groupe.

### Derniers albums et séparation (1966–1968)
The Beau Brummels participent au Just Wait and See de Wild Wild Winter (filmé en 1965, avant Village of the Giants et sous la présence de Mulligan) un film comique d'Universal Pictures publié le 5 janvier 1966. Le groupe continue d'enregistrer bien que leur label Autumn se dirige droit dans le mur. Des morceaux comme I Grow Old, Gentle Wandering Ways et Dream On, ainsi que d'autres composés par Valentino comme Love Is Just a Game, This Is Love, et Hey, Love, seront inclus dans leur troisième album publié chez Autumn. Mais avant même de terminer un album, le personnel d'Autumn, dont les Beau Brummels, sont transférés à Warner Bros. Records. Cependant, Warner Bros. ne possédait pas le droit de distribuer le groupe et décide de ne rien publier d'original provenant de lui. Les morceaux inédits seront publiés en 2005 sur le triple-album San Fran Sessions. À la place, Warner Bros. opte pour enregistrer un album de reprises. Publié en juin 1966, Beau Brummels '66 est considéré comme une déception commerciale. Le single One Too Many Mornings, une reprise de Bob Dylan, est le sixième et dernier hit qui atteint la 95e place en juin. Petersen quitte le groupe pour rejoindre Harpers Bizarre et Irving part aussi. Les trois membres restants arrêtent les tournées pour se consacrer à un nouvel album.
Le groupe finit d'écrire un quatrième album, Triangle, produit par Lenny Waronker. Des musiciens de session, comme Van Dyke Parks, contribueront à l'album. Publié en juillet 1967, Triangle atteint la 197e place du Billboard 200 et est bien acclamé par la critique comme en témoigne l'ouvrage sorti en 1969 Rock Encyclopedia,. En 1968, Meagher entame son service militaire, réduisant les Beau Brummels au duo Valentino-Elliott. Le duo enregistre un cinquième album, et travaille avec Kenny Buttrey, batteur au sein de Bob Dylan entre 1966 et 1969, et le guitariste Jerry Reed. Peu après la sortie de l'album en octobre 1968, les Beau Brummels se séparent.

## Membres

### Derniers membres
- Sal Valentino - chant, tambourin (1964-1968, 1974-1975)
- Ron Elliott - guitare solo, chœurs (1964-1968, 1974-1975)
- Ron Meagher - basse, chœurs (1964-1967, 1974-1975)
- Declan Mulligan - guitare rythmique, harmonica, chœurs (1964-1965, 1974-1975)
- John Petersen - batterie (1964-1966, 1974-1975)

### Autres membres
- Don Irving - guitare, chœurs (1965-1966)
- Dan Levitt - banjo, guitare (1974-1975)
- Peter Tepp - batterie (boucle la tournée 1975)

## Discographie
- 1965 : Introducing the Beau Brummels (Autumn)
- 1965 : The Beau Brummels, Vol. 2 (Autumn)
- 1966 : Beau Brummels '66 (Warner Bros.)
- 1967 : Triangle (Warner Bros.)
- 1968 : Bradley's Barn (Warner Bros.)
- 1975 : The Beau Brummels (Warner Bros.)